# Dmitry Melyakh
Dmitry Nikolayevich Melyakh ( Дмитрий Николаевич Мелях ), né le 2 janvier 1979 est un athlète biélorusse.

## Palmarès
| Discipline/Année                         | 2004 | 2005 | 2006 | 2007 | 2008 | 2009 | 2010 | 2011 | 2012 |
| ---------------------------------------- | ---- | ---- | ---- | ---- | ---- | ---- | ---- | ---- | ---- |
| Jeux olympiques Individuel               | 5e   | -    | -    | -    | 12e  | -    | -    | -    | 30e  |
| Championnats du monde seniors Individuel | -    | -    | -    | -    | -    | -    | -    | -    | -    |
| Championnats du monde seniors Équipe     | -    | -    | -    | -    | -    | -    | -    | -    | -    |
| Championnats du monde seniors Relais     | -    | -    | -    | -    | -    | -    | -    | -    | -    |
| Coupe du monde seniors Individuel        | -    | -    | -    | -    | -    | -    | -    | -    | -    |
| Championnats d'Europe seniors Individuel | -    | -    | -    | -    | -    | -    | -    | -    | -    |
| Championnats d'Europe seniors Équipe     | -    | -    | -    | -    | -    | -    | -    | -    | -    |
| Championnats d'Europe seniors Relais     | -    | -    | -    | -    | -    | -    | -    | 3e   | -    |

Championnats d'Europe de pentathlon moderne 2011
Ce palmarès n'est pas complet